# فرد (كاتب)
فرد (بالفرنسية: Fred)‏ هو فنان قصص مصورة وكاتب وشاعر فرنسي، ولد في 5 مارس 1931 في باريس في فرنسا، وتوفي بنفس المكان في 2 أبريل 2013.

## وصلات خارجية
- فرد على موقع ديسكوغز (الإنجليزية)